# Trichomycterus igobi
Trichomycterus igobi är en fiskart som beskrevs av Wolmar B. Wosiacki och De Pinna 2008. Trichomycterus igobi ingår i släktet Trichomycterus och familjen Trichomycteridae. Inga underarter finns listade i Catalogue of Life.